# Anis Chedli
Anis Al-Chedli –en árabe, أنيس الشاذلي– (nacido el 19 de febrero de 1981) es un deportista tunecino que compitió en judo.
Ganó dos medallas en los Juegos Panafricanos de 2007 y dieciséis medallas en el Campeonato Africano de Judo entre los años 2000 y 2010.

## Palmarés internacional
| Juegos Panafricanos | Juegos Panafricanos          | Juegos Panafricanos | Juegos Panafricanos |
| Año                 | Lugar                        | Medalla             | Categoría           |
| ------------------- | ---------------------------- | ------------------- | ------------------- |
| 2007                | Argel (Argelia)              | Medalla de oro      | +100 kg             |
| 2007                | Argel (Argelia)              | Medalla de bronce   | Abierta             |
| Campeonato Africano |                              |                     |                     |
| Año                 | Lugar                        | Medalla             | Categoría           |
| 2000                | Argel (Argelia)              | Medalla de bronce   | +100 kg             |
| 2001                | Trípoli (Libia)              | Medalla de oro      | Abierta             |
| 2001                | Trípoli (Libia)              | Medalla de bronce   | +100 kg             |
| 2002                | El Cairo (Egipto)            | Medalla de oro      | Abierta             |
| 2002                | El Cairo (Egipto)            | Medalla de plata    | +100 kg             |
| 2004                | Túnez (Túnez)                | Medalla de plata    | +100 kg             |
| 2004                | Túnez (Túnez)                | Medalla de bronce   | Abierta             |
| 2005                | Puerto Elizabeth (Sudáfrica) | Medalla de oro      | +100 kg             |
| 2005                | Puerto Elizabeth (Sudáfrica) | Medalla de bronce   | Abierta             |
| 2006                | Puerto Louis (Mauricio)      | Medalla de oro      | +100 kg             |
| 2006                | Puerto Louis (Mauricio)      | Medalla de bronce   | Abierta             |
| 2008                | Agadir (Marruecos)           | Medalla de oro      | +100 kg             |
| 2008                | Agadir (Marruecos)           | Medalla de plata    | Abierta             |
| 2009                | Puerto Louis (Mauricio)      | Medalla de plata    | +100 kg             |
| 2010                | Yaundé (Camerún)             | Medalla de oro      | Abierta             |
| 2010                | Yaundé (Camerún)             | Medalla de plata    | +100 kg             |